# 中村桃子 (ハンドボール)
中村 桃子（なかむら ももこ、1995年2月22日 - ）は、熊本県玉名市出身のハンドボール選手。日本ハンドボールリーグのイズミメイプルレッズ所属。

## 経歴
熊本国府高等学校時代は2011年に第4回女子ユースアジア選手権の日本代表U-18に選出された。
高校卒業後は東京女子体育大学へ進学。2016年に全日本学生ハンドボール選手権大会（インカレ）で優秀選手賞を受賞。同年の春季リーグ・秋季リーグではそれぞれ優秀選手賞を受賞した。
2017年に日本ハンドボールリーグの広島メイプルレッズへ加入。背番号は「16」。
2018-19年シーズンから背番号を「1」へ変更。
2019-20年シーズンから背番号を「22」へ変更。

## 詳細情報

### 年度別成績
| 年       | チーム   | 試合 | FS 阻止 | 率   | 7m 阻止 | 率   |
| -------- | -------- | ---- | ------- | ---- | ------- | ---- |
| 2017-18  | 広島     | 24   | 23/52   | .442 | 0/7     | .000 |
| 2018-19  | 広島     | 24   | 30/62   | .484 | 3/5     | .600 |
| JHL：2年 | JHL：2年 | 48   | 53/114  | .465 | 3/12    | .250 |

- 各年度の太字はリーグ最高

### JHLプレーオフ
| 年      | チーム | 試合                                                  | FS 阻止 | 率 | 7m 阻止 | 率 |
| ------- | ------ | ----------------------------------------------------- | ------- | -- | ------- | -- |
| 2017-18 | 広島   | ソニーセミコンダクタマニュファクチャリング戦 (準決勝) | 0/0     | -  | 0/0     | -  |
| 2017-18 | 広島   | 北國銀行戦 (決勝)                                     | 0/0     | -  | 0/0     | -  |
| 2018-19 | 広島   | オムロン (準決勝)                                     | 0/0     | -  | 0/0     | -  |

### 背番号
- 16 (2017年 - 2018年)
- 1 (2018年 - 2019年)
- 22 (2019年 - )

## 代表歴

### 日本代表U-18
- ユースアジア選手権 (2011年)